# Они звали его Амиго
«Они звали его Амиго» (нем. Sie nannten ihn Amigo) — фильм 1959 года производства ГДР режиссёра Хайнера Карова.

## Сюжет
1939 год. Германия. 15-летний берлинский мальчик Райнер Майстер, по прозвищу «Амиго», находит на чердаке мужчину. Это Пепп, политический заключенный бежавший из концлагеря. Амиго, из коммунистической рабочей семьи, знает, какой опасности он подвергается, помогая Пеппу. Тем не менее, он делает это и убеждает молчать ещё двоих знающих о Пеппе — своего младшего брата и его друга Акселя Зиневски. Аксель приносит из дома для беглеца куртку, но это замечает его отец, и мальчик рассказывает ему о Пеппе. Зиневский-старший, самодовольный, трусливый пособник нацистов, доносит в гестапо. Амиго и его отец арестованы. Амиго сдаётся, чтобы спасти отца и выиграть время, чтобы Пепп мог уйти. Амиго попадает в концлагерь. Он выживает благодаря заботе старших товарищей. После войны, уже в ГДР, он становится танкистом в рядах Фольксармее.

## В ролях
- Эрнст-Георг Швилль — Райнер «Амиго»
- Эрих Франц — отец Зиневский
- Фред Дюрен — Петер «Пепп» Гросс
- Ангелика Гурвич — Марта Мейстер
- Вильгельм Кох-Хоге — Вальтер Мейстер
- Дитмар Симон — Аксель Зиневский
- Петер Калиш — гестаповец
- Хайнц Шуберт — гестаповец
- Ганс Клеринг — эпизод
- Нико Турофф — эпизод
- Клаус Кюхенмейстер — узник концлагеря
- Герхард Фройдель — комендант концлагеря

## Критика
Западно-германский журнал «Filmdienst» характеризовал фильм как:

Художественно незначительный, душный партийно-пропагандистский фильм […], в котором, к сожалению, постановка темы — единственное, что заслуживает уважения.
Ретроспективно «Лексикон международного кино» оценивает фильм, среди прочего, следующим образом:

… Безупречный по мастерству, атмосферно точный фильм, который впечатляет своим исполнительским мастерством …

## Фестивали и награды
- 1959 — Премия имени Генриха Грайфа 1 степени авторам фильма: режиссёру, сценаристам и оператору.
- 1959 — VII Всемирный фестиваль молодёжи и студентов — бронзовая медаль киносмотра фестиваля